# Анголски колобус
Анголският колобус още анголски черно-бял колобус (Colobus angolensis) е вид бозайник от семейство Коткоподобни маймуни (Cercopithecidae).

## Разпространение
Видът е разпространен в Ангола, Бурунди, Демократична република Конго, Замбия, Кения, Малави, Мозамбик, Руанда, Танзания и Уганда.